# Résidence Marguerite Rousselet
La Résidence Marguerite Rousselet est un établissement (EHPAD) implanté à Reims, en France, destiné à accueillir des personnes âgées dépendantes.
Elle est rattachée au CHU de Reims.

## Localisation
La Résidence Marguerite Rousselet est située 7 Place Marguerite Rousselet à Reims dans la Marne en France.

## Historique
La Résidence Marguerite Rousselet est construite sur le site de l'ancien Hôpital Sébastopol de Reims, partie Maison de convalescence.
Elle comprend deux bâtiments.
Le bâtiment A qui a été  inauguré en 1992 et comprend sur 3 niveaux 108 chambres à 1 lit et 6 studios permettant l'accueil de couple.
Le bâtiment B, a été ouvert en 2010 et comprend sur 2 niveaux 82 chambres à un lit. Il est l’œuvre de l’architecte Rémy Butler.

## Origine du nom
Selon les historiens de Reims, Marguerite Rousselet serait une femme pieuse et charitable qui s’est occupée des scrofuleux en leur prodiguant des soins et a obtenu quelques guérisons. Son exemple a inspiré d’autres personnes qui lui apportèrent soutiens matériel et financier, qui lui permit de créer une maison de soin.

## Galerie photo

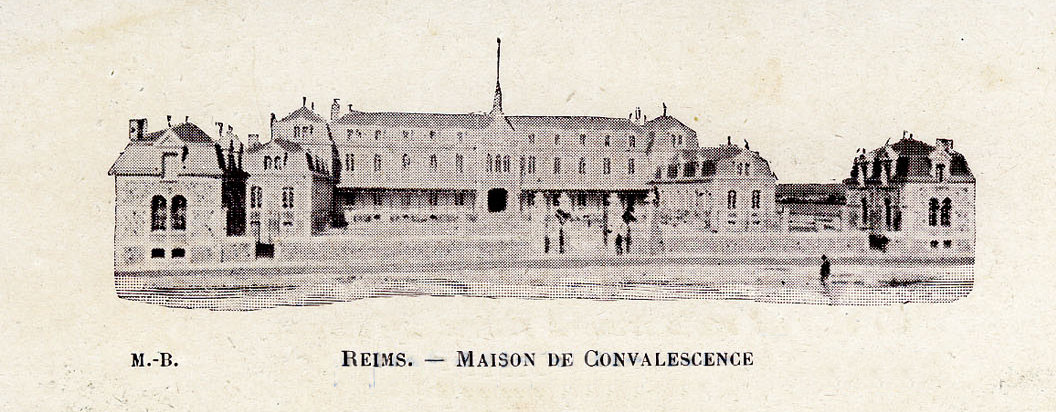
Maison de convalescence avant démolition.
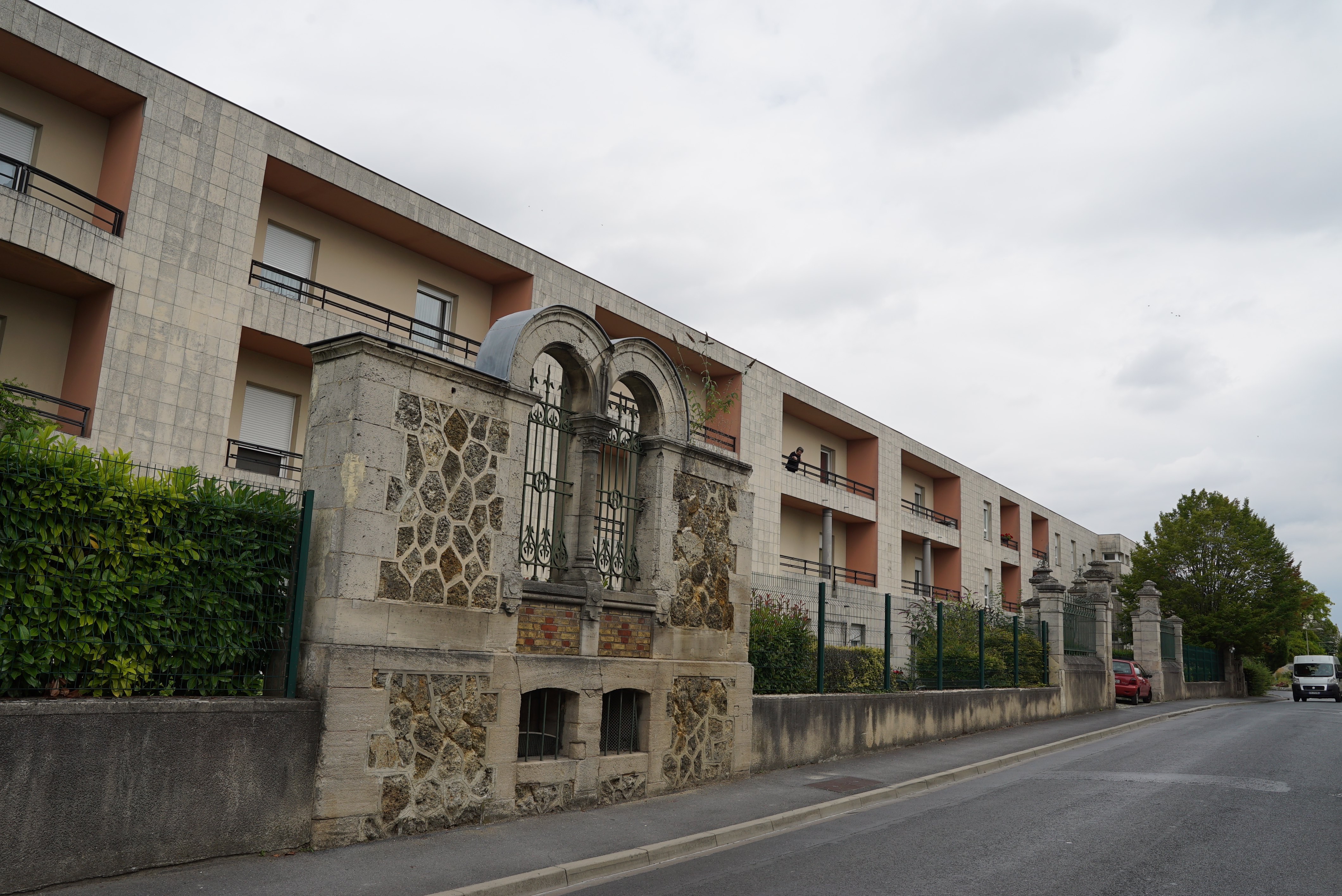
Résidence et mur d’enceinte de l’ancien hôpital.

## Entités actuelles présentes à la Résidence Marguerite Rousselet
La Résidence Marguerite Rousselet dispose, d’unités d'hébergement pour personnes âgées dépendantes, d'unités CHATOD (Centres d’Hébergement et d’Activités Thérapeutiques et Occupationnelles pour personnes âgées Désorientées) et d'un Pôle d'activité de soins adaptés (PASA), permettant l'accueil à la journée des résidents atteints de la maladie d'alzheimer à stade léger à modéré et des activités individuelles adaptées. Ces unités spécialisées permettent une prise en charge adaptée et sécurisée des personnes âgées présentant des pathologies psycho-gériatriques.